# Nelson Azevedo-Janelas
Nelson Azevedo-Janelas (12 februari 1998) is een Portugees-Belgische voetballer. Hij is een aanvaller en staat onder contract bij RAAL La Louvière.

## Carrière
Azevedo genoot zijn jeugdopleiding bij RSC Anderlecht. Op 4 februari 2018 maakte hij zijn officiële debuut in het eerste elftal van de club: hij mocht toen van coach Hein Vanhaezebrouck in een thuiswedstrijd tegen KV Mechelen in de basis starten. Tijdens de rust werd hij vervangen door Pieter Gerkens. Het zou bij die ene wedstrijd voor Anderlecht blijven, want in september van dat jaar ruilde hij Anderlecht in voor Standard Luik. Daar bleef hij slechts één seizoen en kreeg hij geen speelminuten in het eerste elftal. Na zijn vertrek bij Standard zat Azevedo een tijdje zonder club, tot hij in april 2020 onderdak vond bij RAAL La Louvière.

## Statistieken
| Seizoen | Club           | Land            | Competitie         | Competitie | Competitie | Beker | Beker | Supercup | Supercup | Europees | Europees | Totaal | Totaal |
| Seizoen | Club           | Land            | Competitie         | Wed.       | Dlp.       | Wed.  | Dlp.  | Wed.     | Dlp.     | Wed.     | Dlp.     | Wed.   | Dlp.   |
| ------- | -------------- | --------------- | ------------------ | ---------- | ---------- | ----- | ----- | -------- | -------- | -------- | -------- | ------ | ------ |
| 2017/18 | RSC Anderlecht | Vlag van België | Jupiler Pro League | 1          | 0          | 0     | 0     | 0        | 0        | 0        | 0        | 1      | 0      |
| 2018/19 | Standard Luik  | Vlag van België | Jupiler Pro League | 0          | 0          | 0     | 0     | 0        | 0        | 0        | 0        | 0      | 0      |
| TOTAAL  | TOTAAL         | TOTAAL          | TOTAAL             | 1          | 0          | 0     | 0     | 0        | 0        | 0        | 0        | 1      | 0      |